# Piacere, Wally Sparks
Piacere, Wally Sparks (Meet Wally Sparks) è un film commedia statunitense del 1997 diretto da Peter Baldwin, scritto da Harry Basil e interpretato da Rodney Dangerfield nel ruolo del protagonista.

## Trama
Wally Spark è un famoso conduttore televisivo che fa ridere mezza America con la sua comicità rozza. Quando cominciano ad arrivare le proteste il presidente del network gli dà un ultimatum: o modifica i suoi modi o lo show verrà cancellato. Per salvare capra e cavoli a Sandy, produttore dello show, viene un'idea.

## Accoglienza

### Incassi
Piacere, Wally Sparks (Meet Wally Sparks) proiettato per la prima volta in 1.552 sedi il 31 gennaio 1997 e classificatosi al numero 13 nel box office nazionale nel suo week-end di apertura incassò 2131001 $. In totale, il film ha incassato 4073582 $.

### Critica
Il film ha ricevuto larghe critiche negative. Il sito web di recensioni Rotten Tomatoes riferisce che il 14% delle 14 recensioni ha dato al film una recensione positiva.